# 神武会
神武会（じんむかい）は戦前の右翼団体。「急進改革を理想としたファッショであった」 。

## 概要
1932年（昭和7年）2月11日発会。行地社の大川周明、松延繁次、狩野敏、等と国本社の一派からなる。1932年2月の衆議院総選挙を期して
1. 国内改革
2. 閥族打倒
3. 既成政党排撃
4. 神武建国精神の再現
5. 昭和維新

を掲げ、主要新聞に「国難に処して国民は何人に投票するか」と題した檄文の広告を出した。
本部は当時の東京の麹町区内山下町1丁目1番地の東洋ビルに置かれた。1932年当時、全国に36の支部を、4500人の会員を擁した。

軍部を中心とする急進的社会改革を理想とし、綱領には
1. 皇国的教育組織の実現。
2. 天皇親政
3. 一君万民

などを掲げた。
1932年（昭和7年）6月14日には東京上野公園自治会館で大日本生産党、勤皇維新同盟、日本国家社会党と「共同国民大会」を開催した。

## 機関誌
行地社の機関誌「日本」を「月刊日本」に改題し、1932年（昭和7年）5月1日に創刊号を出した。